# Parksozaur
Parksozaur (Parksosaurus) – rodzaj dinozaura ptasiomiednicznego, być może ornitopoda, zaliczanego niegdyś do rodziny hipsylofodontów, uważanej obecnie za parafiletyczną. Osiągał od 2 do 2,5 m długości, posiadał silne kończyny tylne. Żył w mastrychcie na terenie dzisiejszej Ameryki Północnej. Jego szczątki znaleziono w formacji Horseshoe Canyon, której faunę dinozaurów określa się mianem Edmonton, i być może również formacji Prince Creek. Starsze źródła podają też formację Scollard. Jego najbliższym krewnym był Thescelosaurus neglectus.

## Anatomia

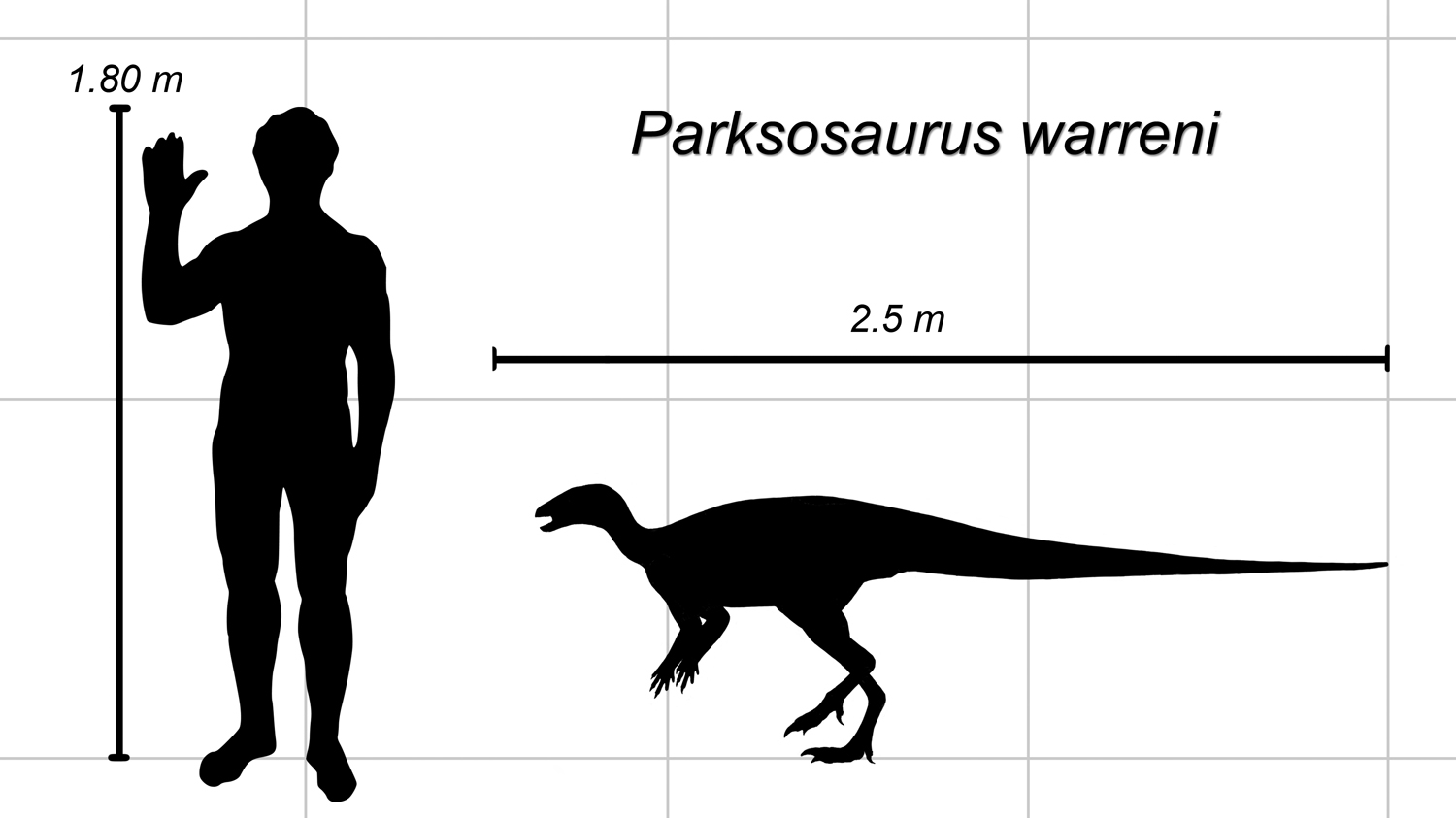
Porównanie wielkości parksozaura i człowieka

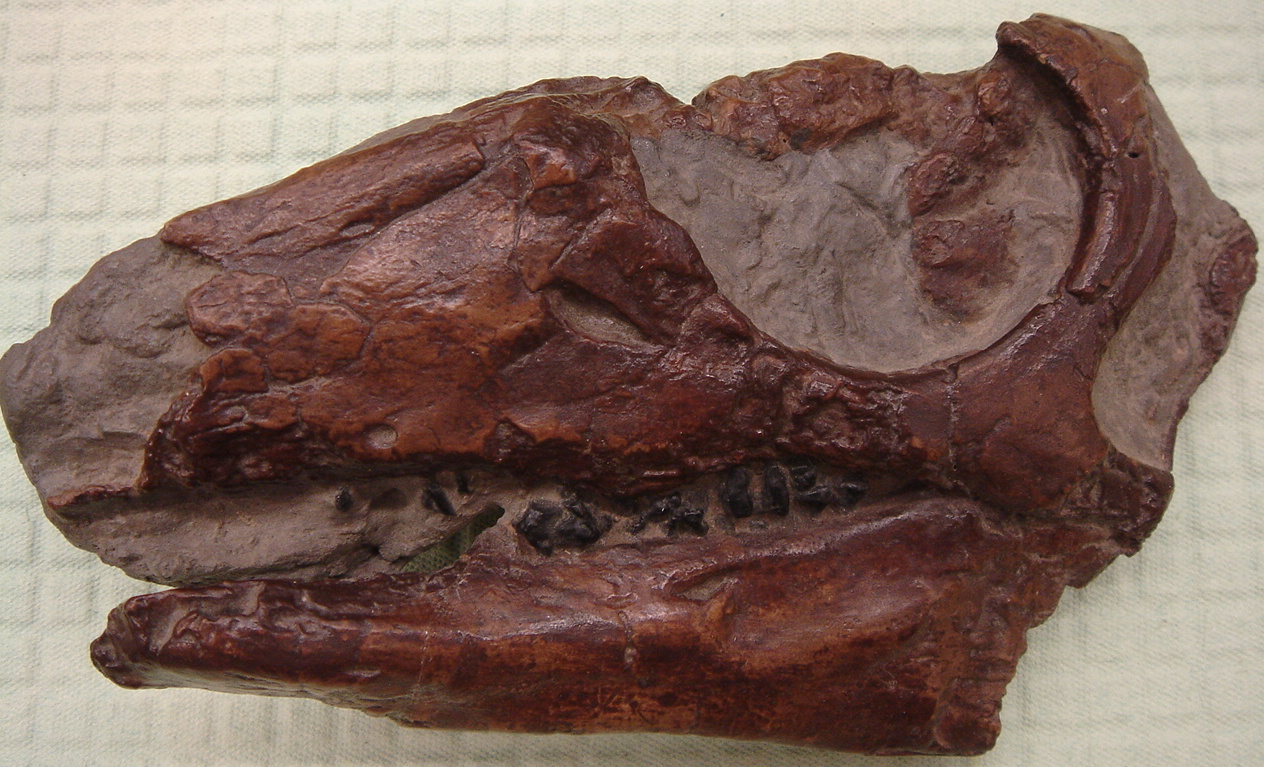
Czaszka parksozaura

Wymiarów parksozaura nigdy formalnie nie oszacowano, ale William Parks stwierdził, że kończyny tylne tego zauropsyda i Thescelosaurus neglectus są podobnej wielkości, miały bowiem 93,0 cm, podczas gdy u T. neglectus – 95,5 cm. Na tej podstawie wnioskuje się, że ogólne wymiary obu zwierząt również były podobne: długość wynosiłaby więc pomiędzy 2 a 2,5 m, podczas gdy wysokość w biodrach – 1 m.
Długi pysk przypomina ten spotykany u Thescelosaurus neglectus czy Bugenasaura infernalis, co stanowi efekt spłaszczenia kości czołowych. Kość łuskowa jest szeroka w kierunku poprzecznym. Dół przedoczodołowy jest małych rozmiarów, najmniejszy wśród przebadanych bazalnych ornitopodów; odpowiadający mu otwór przyjmuje kształt półksiężyca lub też jest mały i owalny. Kość kwadratowo-jarzmowa odsunęła się od stawu żuchwy, co jest wspólną cechą kladu łączącego parksozaura, tescelozaura i gasparinizaurę. Krótki boczny wyrostek kości przedszczękowej nie oddziela się zupełnie od kości nosowej czy szczęki, podobny stan występuje u większości bazalnych euornitopodów. Szczęka łączy się z kością nosową szerokim szwem. Kość szczękowa nosiła 18 zębów, tyle samo, co kość zębowa. Szkliwo pokrywa z obu stron koronę zębów o powierzchni usianej niskimi, zaokrąglonymi grzbietami układającymi się pionowo, rozpoczynającymi się u podstawy korony i skierowanymi w kierunku bocznego brzegu zęba. Natomiast u niektórych innych „hipsylofodontów” jego rozkład jest nierównomierny. Wedle niektórych autorów szkliwo na powierzchniach językowych zanikało u zaawansowanych ewolucyjnie „hipsylofodontów”, pozostając u form bazalnych. U Parksosaurus, Hypsilophodon i Dryosaurus odnotowano też zazębiające się fasetki. U bazalnych ornitopodów występowało uzębienie polifiodontyczne, wytwarzały się dwie generacje zębów.
Mostek jest spłaszczony, widziany od strony brzusznej przyjmuje kształt nerkowaty czy półksiężycowaty. Podobne wrażenie sprawia rzeczona kość u Hypsilophodon foxii. Parksozaur należy do nielicznych ornitopodów, u których uważa się tę kość za parzystą, prócz wymienionego „hipsylofodonta” mostek podobnie wygląda u otnielii, driozaura i tenontozaura. Wymienione rodzaje z wyłączeniem driozaura łączą chrzęstne mostkowe części żeber, co odróżnia je od Parksosaurus, u którego trzecią i czwartą parę żeber mostkowych budowała kość. W odróżnieniu od agilizaura o pięciu parach żeber krzyżowych w tym odcinku kręgosłupa parksozaur miał ich sześć, podobnie jak tescelozaur, orodrom, otnielia czy nawet jego odległy krewny heterodontozaur. Występowały wyrostki międzyżebrowe, obecne też u hipsylofodonta czy tescelozaura, nie znalezione u holotypu Koreanosaurus. Ogon liczy sobie 42 kręgi, mniej niż w przypadku hipsylofodonta. Środkowe i tylne szewrony rozciągają się w kierunku tylno-brzusznym, jak u gasparinizaury czy Macrogryphosaurus.
Powierzchnia łopatki na jej dystalnym końcu wykazuje dziurkowanie, co wskazuje na obecność nadłopatkowej struktury chrzęstnej, która u parksozaura ulegała częściowemu kostnieniu. Wyrostek barkowy nie występuje, a łokciowy jest umiarkowanie rozwinięty, podobnie jak u Hypsilophodon foxii.
Grzbietowy brzeg kości biodrowej jest szeroki i wypukły. Krótka kość łonowa odróżnia parksozaura od większości bazalnych ornitopodów. Uda są solidniej zbudowane, niż u bardziej pierwotnych ornitopodów. Nie występuje rysa rozdzielająca tzw. cranial trochanter od krętarza większego na kości udowej, krótszej od piszczeli (stosunek długości piszczeli do kości udowej wynosi 1,18, czyli bardzo podobnie, jak u hipsylofodonta i nieco mniej, niż u Oryctodromeus, u Thescelosaurus występowały odwrotne stosunki).

## Odkrycie i klasyfikacja
Paleontolog William Parks w 1926 roku opisał jako Thescelosaurus warreni szkielet ROM 804 znaleziony przez siebie w miejscu zaliczanym wtedy do formacji Edmonton, na południe od drogi na Rumsey Ferry, pół mili na wschód od rzeki Red Deer, na wysokości 100 stóp nad poziomem wody. Znalezisko obejmowało niekompletną czaszkę bez dzioba, większość lewej obręczy barkowej (w tym suprascapula, kość spotykaną częściej u jaszczurek, co do której sądzi się, że występuje w formie chrzęstnej u niektórych ornitopodów z powodu zgrubienia końca łopatki), lewą rękę bez dłoni, żebra, elementy mostka, uszkodzoną lewą część miednicy, prawą kość kulszową, lewą nogę bez niektórych kości palców, połączone stawowo kręgi tułowia i ogona, a także liczne skostniałe ścięgna osłaniające koniec ogona. Ciało zwierzęcia upadło na lewą stronę i większość prawej strony uległa zniszczeniu. Poza tym głowa oderwała się od reszty ciała, a szyja nie zachowała się. Parks zróżnicował nowy okaz z T. neglectus poprzez pomiar proporcji długości kości kończyn: u T. warreni piszczel była dłuższa od kości udowej; miał on też dłuższe palce.
Charles Mortram Sternberg po odkryciu znaleziska nazwanego przez siebie Thescelosaurus edmontonensis dokonał rewizji T. warreni, uznając go za bardziej różniący się od T. neglectus, niż T. neglectus i T. edmontonensis (uznany później za młodszy synonim poprzedniego) między sobą, wobec czego uznał za uzasadnione przeniesienie go do osobnego rodzaju (nazwał go nietypowo w abstrakcie, ale okaz został już wcześniej dokładnie opisany). W 1940 roku zaprezentował dokładniejsze porównanie, znalazłszy wiele różnic pomiędzy rodzajami w całym ciele. Zaliczył Parksosaurus do Hypsilophodontinae z rodzajami Hypsilophodon i Dysalotosaurus, Thescelosaurus zaś został przezeń umieszczony w Thescelosaurinae. Rodzaj nie wzbudzał dużej uwagi, zanim Peter Galton rozpoczął w latach siedemdziesiątych rewizję hipsylofodontów. W 1973 roku dokonał on powtórnego opisu Parksosaurus, uznając go za bliskiego krewnego linii Hypsilophodon-Laosaurus-L. minimus.
George Olshevsky w 1992 roku dokonał korekty nazwy, zmieniając ją na P. warrenae, bowiem epitet gatunkowy honoruje kobietę H.D. Warren, lecz preferuje się oryginalną nazwę.
Wśród Euornithopoda wyróżniano niegdyś liczącą 8 gatunków rodzinę hipsylofodontów (Hypsilophodontidae), jednak wsparto jej utworzenie kilkoma zaledwie synapomorfiami i aktualne badania przeczą jej monofiletyczności. Jeszcze superdrzewo Pisaniego i współpracowników z 2002 roku obejmuje takson Hypsilophodontia, w którym najbliższym krewnym parksozaura okazuje się hipsylofodon. Takson ten nie zawiera gasparinizaury. The Dinosauria uznaje hipsylofodonty za sekwencję taksonów coraz bliżej spokrewnionych z iguanodontami. Aktualne źródła zaliczają parksozaura do bazalnych ornitopodów czy bazalnych Neornithischia. Większość przywoływanych przez autorów tej pozycji drzew ukazujących powiązania pomiędzy bazalnymi ornitopodami zawiera klad, w którym najbliższym krewnym parksozaura jest Tescelosaurus (podobnie uważa też R.A. Thulborn, wyznający jeszcze istnienie Hypsilophodontidae). Grupę zewnętrzną może stanowić dla nich gasparinizaura lub klad złożony z niej samej i hipsylofodonta. Wszystkie te taksony tworzą klad, którego grupy zewnętrzne tworzą orodrom i agilizaur. Jednakże inne badania autorstwa Corii i Salgado sugerują bliższe pokrewieństwo gasparinizaury z tenontozaurem i Dryomorpha.
W 2004 roku Paul Sereno posłużył się parksozaurem, tworząc definicję nazwy Iguanodontia. Określił Iguanodontia jako największy klad zawierający Parasaurolophus walkeri, ale nie Hypsilophodon foxii, Thescelosaurus neglectus, Parksosaurus warreni, Orodromeus makelai, Othniellia rex, Zephyrosaurus schaffi, Yandusaurus hongheensis.
W 2009 Boyd, Brown, Sheetz i Clarke w swej rewizji taksonomicznej Thescelosaurus i Bugenasaura zaproponowali nowe drzewo. Parksosaurus, reprezentowany w badaniu tylko przez szkielet ROM 804 (specjaliści nie uznają za należące do tego rodzaju znalezisk z formacji Scollard) odgrywa w nim rolę grupy siostrzanej dla Thescelosaurus, z którym autorzy synonimizują rodzaj Bugenasaura. Ich najbliższą grupę zewnętrzną stanowi klad złożony z orodroma, oryktodroma i zefirozaura, podczas gdy hipsylofodon, gasparinizaura, tenontozaur i rabdodon stanowią kolejne, coraz bliższe grupy zewnętrzne kladu łączącego iguanodonta i driozaura.
Analiza filogenetyczna przeprowadzona przez Boyda (2015), mająca na celu ustalenie pozycji filogenetycznej parksozaura i innych dinozaurów tradycyjnie zaliczanych do Hypsilophodontidae nie potwierdziła jego przynależności do ornitopodów. Z przeprowadzonej przez Boyda analizy wynika, że najbliższymi znanymi krewnymi rodzaju Parksosaurus są Thescelosaurus oraz południowoamerykańskie rodzaje Talenkauen, Notohypsilophodon i Macrogryphosaurus. Klad obejmujący Parksosaurus i jego czterech najbliższych krewnych jest z kolei siostrzany do kladu obejmującego rodzaje Changchunsaurus i Haya. Klad obejmujący siedem wyżej wymienionych rodzajów (przez Boyda nazywany Thescelosaurinae) jest siostrzany do podrodziny Orodrominae, obejmującej według analizy Boyda rodzaje Orodromeus, Zephyrosaurus, Oryctodromeus i Koreanosaurus. Podrodziny Thescelosaurinae i Orodrominae razem tworzą rodzinę Parksosauridae, która według analizy Boyda jest siostrzana do kladu Cerapoda obejmującego ornitopody i marginocefale (tj. ceratopsy i pachycefalozaury).

## Rozmieszczenie geograficzne
Znaleziska parksozaura pochodzą wedle starszych źródeł z formacji Horseshoe Canyon i z formacji Scollard, z Alberty w Kanadzie. Obie te formacje, przedzielone formacjami Battle i Whitemud, należą do grupy Edmonton. Nowsze publikacje wymieniają już tylko tę pierwszą. Szczątki zwierzęcia obejmują niekompletny szkielet i izolowane fragmenty szkieletu pozaczaszkowego. Praca Larsona, Brinkmana i Bell z 2010 wymienia wśród jego pozostałości tylko holotyp i ząb z podjednostki czwartej formacji Horseshoe Canyon. W 2011 roku z formacji Prince Creek na Alasce opisano zęby przedszczękowe, które przypisano do rodzaju Parksosaurus. Osady, z których pochodzą szczątki parksozaura datuje się na mastrycht, wedle jednych źródeł zarówno wczesny, jak i późny, wedle innych tylko wczesny.
W powstałej w późnym mastrychcie formacji Scollard prócz parksozaura znaleziono jeszcze szczątki jego bliskiego krewnego, Tescelosaurus neglectus Gilmore 1913, oraz niezidentyfikowanych bliżej „hipsylofodontów”. Wśród ornitopodów pochodzą stamtąd też szczątki niezidentyfikowanych hadrozaurów, wśród marginocefali – Leptoxceratops gracilis Brown, 1914, Triceratops horridus Marsh, 1889 i nieokreślone bliżej Ceratopsidae, wśród tyreoforów – Ankylosaurus magniventris Brown, 1908 i niezidentyfikowani bliżej przedstawiciele tej samej rodziny. Z rzeczonej formacji pochodzą również następujące teropody: niezidentyfikowane Ornithomimidae, Avimimus Kurzanov, 1981, Troodon formosus Leidy, 1856, Tyrannosaurus rex Osborn, 1905 i niekreślone Tyrannosauridae, dromeozaury Dromaeosaurus albertensis Matthew & Brown, 1922, Saurornitholestes langstoni Sues 1978 i niezidentyfikowane bliżej, a także Ricardoestesia gilmorei Currie et al, 1990 i Paronychodon Cope, 1876.
Znaleziska parksozaura z Horseshoe Canyon, formacji, w której zaznaczył się wpływ Morza Środkowego Zachodu, pochodzą z warstwy datowanej na 68–67 milionów lat. Jej czwarta podjednostka należy do górnej części formacji i, podobnie jak dwie poprzednie, a w odróżnieniu od skrajnych pierwszej i piątej, reprezentuje klimat chłodny i suchy. Znajdywano tam szczątki zaurolofa (Saurolophus osborni Brown, 1912) i hipakrozaura (Hypacrosaurus altispinus Brown, 1913). Ogólnie w skałach tej formacji znaleziono sześć ornitopodow, prócz uprzednio wymienionych Thescelosaurus neglectus oraz dwa gatunki edmontozaura (Edmontosaurus regalis Lambe, 1917 i E. annectens (Marsh, 1892)). Prócz nich w skałach Horseshoe Canyon znaleziono też pozostałości kaczodziobego Edmontosaurus regalis, pachycefalozaury Stegoceras edmontonense i S. validum, dinozaury rogate Montanoceratops cerorhynchus, Anchiceratops ornatus, Arrhinoceratops brachyops, Pachyrhinosaurus canadensis i pewne niezidentyfikowane szczątki ceratopsów, jak również ich ślady, ankylozaury Euoplocephalus tutus, Edmontonia longiceps i Panoplosaurus sp (praca Larsona wymienia też niesklasyfikowane dokładniej szczątki z rodziny Ankylosauridae. Z teropodów znaleziono tam celurozaura incertae sedis Ricardoestesia gilmorei, owiraptorozaura Chirostenotes pergracilis i Caenagnathus sp., ornitomimozaury Ornithomimus edmontonensis, Struthiomimus altus i Dromiceiomimus, jak również niezidentyfikowane bliżej Ornithomimidae, alwarezaura Albertonykus borealis, przedstawicieli troodontów, jak Troodon czy Paronychodon, tyranozauroidy Aublysodon sp., Albertosaurus sarcophagus, Daspletosaurus sp. i nieokreślone bliżej pozostałości, dromeozaury, jak nieopisany jeszcze gatunek dromeozaura, Saurornitholestes, Atrociraptor marshalli i inne, niezidentyfikowane bądź nieopisane, prócz tego członków nadrodziny Avialae. Dinozaury tej formacji określa się nieraz, odwołując się do określenia fauny ssaków, terminem Edmontonian. Prócz dinozaurów odnaleziono tam pozostałości wielu innych stworzeń. Wśród łuskonośnych wymienia się Leptochamops z Borioteiioidea (Scincomorpha) i niezidentyfikowanych przedstawicieli tego kladu, z champsozaurów Champsosaurus. Żółwie reprezentowali przedstawiciele skorpuchowatych. Żyły tam płazy z grupy skaczących: Palaeobatrachus occidentalis oraz pewne niezidentyfikowane bliżej Salientia oraz płazy ogoniaste: Scapherpetontidae, zarówno niesklasyfikowane dokładniej, jak i rodzaj Scapherpeton, Opisthotriton z rodziny Batrachosauroididae. Ryby kostnoszkieletowe z tej formacji to niezidentyfikowani bliżej przedstawiciele kladu Acanthomorpha, rzędu elopsokształtnych, rodzin Sorbinichtyidae, szczupakowatych, jesiotrowatych i wiosłonosowatych, a także Cyclurus, Belonostomus, Coriops, Oldmanesox, Estesesox. Wśród ryb chrzęstnoszkieletowych znaleziono Hybodus, Cretoxyrhina, Ischyrhiza, Myledaphus. Typ mięczakow reprezentuje Viviparus prudentius.